# Reklamierung
Reklamierung nannte man im Ersten Weltkrieg das Freistellen von zum Kriegsdienst eingezogenen Soldaten für zivile (meist kriegswichtige) Arbeiten, z. B. auf Werften oder in Rüstungsbetrieben.
Reklamierte konnten schon bei geringen Verstößen an die Front geschickt werden.
Gleichwohl begann zum Beispiel in Hamburg im Oktober 1916 eine Kette von Werftstreiks, die bis ins Frühjahr 1917 dauerte.
Die hohen Verluste des Deutschen Heeres im Laufe des Krieges konnten durch nachrückende Jahrgänge nicht kompensiert werden. Darum mussten auch Männer Frontdienst leisten, die schon über 30 Jahre und/oder mehrfache Familienväter waren.
Im Zweiten Weltkrieg konnten Kriegsdienstpflichtige unabkömmlich („UK“) gestellt werden, wenn dies „im Reichsverteidigungsinteresse“ lag. Facharbeiter, Bergleute, Landwirte, Ingenieure, Wissenschaftler und Männer in anderen Berufsgruppen konnten freigestellt werden.

Die Bestimmungen für UK-Stellung bei besonderem Einsatz des OKW vom November 1940 regelten Einzelheiten. Wegen der hohen Verluste der Wehrmacht im Laufe des Krieges, die durch nachrückende Jahrgänge nicht kompensiert werden konnten, wurden die Kriterien mehrfach verschärft.